# Kriegerdenkmal (Wiedergeltingen)

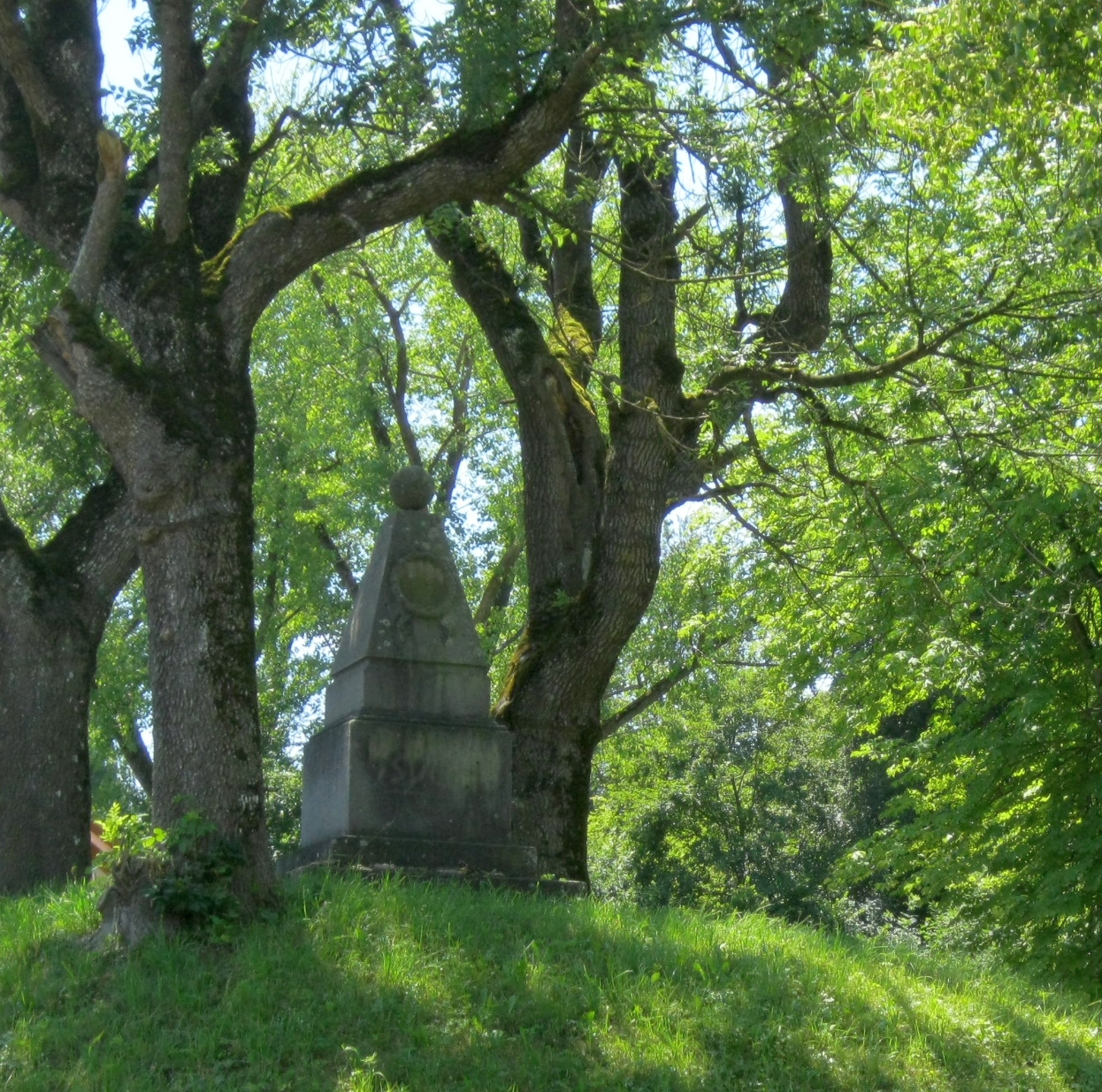
Kriegerdenkmal in Wiedergeltingen

Das Kriegerdenkmal in der Gemeinde Wiedergeltingen im Landkreis Unterallgäu (Bayern) wurde im Gedenken an die Gefallenen des Deutsch-Französischen Krieges 1870/71 errichtet und steht unter Denkmalschutz. Es erhebt sich auf einem künstlich aufgeschütteten Hügel auf dem Lehbüchl am südwestlichen Ortsrand. Das aus Sandstein gefertigte Kriegerdenkmal besteht aus zwei Stufen, worauf sich eine stumpfe Pyramide mit einer Kugel auf der Spitze anschließt. An der Nordseite befindet sich eine verwitterte, von einem Lorbeerkranz umgebene, Inschrift. Bis zum Jahr 1804 befand sich an dieser Stelle eine von Herzog Welf gestiftete, turmartige Lichtsäule.